# Pseudomicrocara aquilonaris
Pseudomicrocara aquilonaris is een keversoort uit de familie moerasweekschilden (Scirtidae). De wetenschappelijke naam van de soort werd in 2007 gepubliceerd door Watts.